# Searsia bolusii
Searsia bolusii är en sumakväxtart som först beskrevs av Otto Wilhelm Sonder och Adolf Engler, och fick sitt nu gällande namn av Moffett. Searsia bolusii ingår i släktet Searsia och familjen sumakväxter. Inga underarter finns listade i Catalogue of Life.